# Balkány
Balkány ist eine Stadt im Komitat Szabolcs-Szatmár-Bereg im Osten Ungarns.

## Geographie
Balkány hat auf 89,99 km² eine Bevölkerung von 6.852 Einwohnern (2005). Die Stadt liegt etwa 28 km südöstlich von Nyíregyháza und 40 km nordöstlich von Debrecen. Im Umkreis von Balkány liegen mehrere Städte wie Biri, Geszteréd, Bököny, Szakoly und Nyírmihálydi.

### Klima
Balkány hat mit etwa 2.000 Sonnenstunden pro Jahr den zweithöchsten Wert nach der benachbarten Region Alföld. Der durchschnittliche jährliche Niederschlag liegt zwischen 560 und 590 mm bei einer Durchschnittstemperatur von 9,5 bis 9,6 °C.

## Geschichte

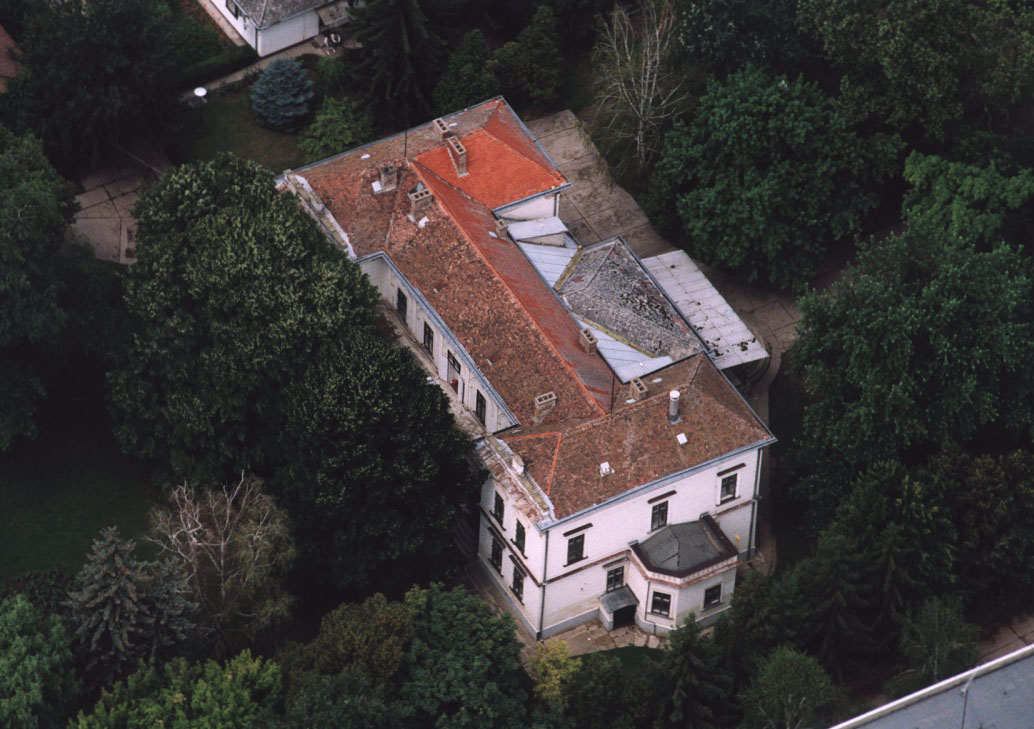
Balkány-Palast

Balkány wurde erstmals 1214 erwähnt. Der Stadtname kommt vermutlich aus dem Türkischen und bedeutet Sumpf. Die ersten Herrscher des Gebietes waren die Mitglieder der Adelsfamilie Gut-Keled, die das Gebiet vom König erhielten. Entsprechend wurde das Gebiet in der Familie aufgeteilt, der westliche Teil ging an Paul (Pál) and Thomas (Tamás), der östliche an Pauls Sohn, Lorenz (Lőrinc). Während der Angriffe der Turkvölker und anderer Nomadenstämme verlor die Stadt große Teile ihre Bevölkerung. Im 18. Jahrhundert stieg die Bevölkerung wieder stark an, 1839 war die Stadt mit 3006 Einwohnern die größte des Gebietes.

### Heute
Balkány hatte 2005 6.852 Einwohner. Das bedeutendste Problem ist Arbeitslosigkeit in der agrarisch geprägten Gesellschaft.

## Stadtteile
Zu Balkány gehören 27 Orte im Umland, in denen 2151 Einwohner leben:
| - Abapuszta - Baloghtanya - Bay-tanya - Budalapos - Cibakpuszta - Csiffytanya - Déssytanya - Dugótanya - Fináncz-tag - Görénypuszta | - Jármytanya - Kenderestanya - Kiskecskés - Kismogyorós - Koczoghtanya - Nádaspuszta - Nagykecskés - Nagymogyorós - Ordastelep | - Perkedpuszta - Petőfitelep - Petritanya - Szitástanya - Tormáspuszta - Trombitástanya - Ujhelyitanya - Ungártanya - Vecsertanya |

## Städtepartnerschaften
- Lázári, Rumänien
- Slopnice, Polen
- Chlebnice, Slowakei